# Мурфатларски скален комплекс
Мурфатларският скален манастир се намира край гр. Мурфатлар, окръг Кюстенджа, Румъния, на 10 километра западно от Кюстенджа.
Съществува от средата на IX до края на X век – епохата на княз Борис I, цар Симеон Велики и цар Петър. Постепенно запустява след пораженията от времето, когато опустошилият България киевски княз Светослав I нахлува оттам с войската си през 968 г.

## Настоящо състояние
Преди десетилетия започва да се изгражда тежка бетонова сграда, която покрива паметника и следва да го превърне в музей, но след изпълнението на част от грубите бетонови строителни работи и стени обектът е изоставен на произвола, с рушащи се платна на временната дървена конструкция, добавена към бетонната, преграден и недостъпен за посещение. Обектът не се охранява. Какво е днес действителното състояние на безценния български паметник, може само да се гадае.

## История
Обектът е открит случайно при строителни работи по канала Дунав - Черно море на 11 юни 1957 г. и е проучен през 1957 – 1960 г. 
Монасите са ползвали като начало на устройването на своите килии, църкви и гробни камери изоставени галерии на кариера за креда – мек варовик, от който е граден Българският средновековен каменен вал, намиращ се в непосредствена близост, представляващ система от три укрепителни линии с крепости между двете, само на няколкостотин метра в отсрещната Мурфатларска гора (резерват Фънанита). Височината е с красноречивото име „Курт кула баир“. Относителната хронология на манастира и вала все още не е напълно уточнена, но не е изключено да е предхождал вала, който датира от границата между IX и X век. Огромният брой рисунки и надписи, както и голямото количество средновековна българска керамика показват, че манастирът по време на своето съществуване е бил голям поклоннически център в българската държава. Той вероятно е унищожен от русо-варягите при нашествието на езическия киевски княз Светослав I и запустява в настъпилото тогава смутно време.
След повторното падане на Източна България под византийска власт след 1003 г. манастирът напълно запустява. Постепенно килиите и параклисите започнат да се рушат и комплексът е затрупан от земната маса за над 1000 години.

## Архитектура
Комплексът се състои от шест църкви, три крипти с килии, две килии без крипти и четири свързващи ги комуникационни галерии. Църквите са еднотипни – едноапсидни, еднокорабни, сводести параклиси с обширни притвори. Характерна особеност са окръглените им олтари, в които зад плътните олтарни прегради са разположени олтарните маси. В това отношение те имат паралели сред скалните манастири в средновековна България и донякъде схождат към кападокийските скални обители.

## Графити
Най-забележителни в комплекса са многобройните врязани в мекия камък надписи на старобългарски, използващи глаголица, кирилица или гръцки букви, които са употребявани в българската държава до въвеждате на глаголицата. Освен тях присъстват и такива на прабългарски език, те използват главно прабългарската руническа писменост. Нейното дешифриране не е окончателно и все още е обект на академични спорове. Стените изпъстрят и кръстове, наивно, линеарно и схематично изобразени коне и конници, светии, свастики, звезди, кораб, змей и плетеници, дори релефен лъв като тези, познати ни от Плиска, Преслав, Мадара, Стара Загора и миниатюрите на църковните книги. Румънските изследователи не афишират това българско културно наследство и търсят зад неговия произход несъществуващи по това време местни власи, а го приписват дори на варягите, дошли от далечния север, и прочее.

## Галерия
- Външен страничен изглед на Манастира в недостроения покриващ го музей
- Вътрешен изглед на Манастира отгоре в недостроения покриващ го музей
- Вътрешен изглед на Манастира отдолу нагоре в недостроения покриващ го музей
- Вътрешен изглед на Манастира отдолу в недостроения покриващ го музей
- Графити